# NGC 6507
NGC 6507 (другое обозначение — OCL 32) — рассеянное скопление в созвездии Стрелец.
Этот объект входит в число перечисленных в оригинальной редакции «Нового общего каталога».